# Schmalblättriges Biarum
Das Schmalblättrige Biarum (Biarum tenuifolium) ist eine Pflanzenart aus der Gattung Biarum in  der Familie der Aronstabgewächse (Araceae).

## Beschreibung
Das Schmalblättrige Biarum ist eine kahle, ausdauernde Pflanze. Sie besitzt eine unterirdische, halbkugelige bis scheibenförmige Knolle und bis zu 5 cm lange, unterirdische Stängel. Die Blätter treiben erst nach der Blüte aus. Sie sind linealisch bis schmal elliptisch, flach oder wellig und messen 5 bis 20 cm × 5 bis 20 mm. 
Die Spatha hat eine Länge von 8 bis 20 (bis 30) cm und ist am Grund (unterirdisch) auf einer Länge von 2,5 bis 6 cm röhrig verwachsen. Ihr vorderer, flächiger Teil ist lanzettlich, dunkelpurpurn und außen grünlich. Der Blütenkolben (Spadix) weist sowohl über, als auch unter den männlichen Blüten sterile Blüten auf. Sein Endstück ist schlank, hat eine Länge von 9 bis 16 cm, eine Breite von bis zu 3 mm, ragt weit hervor und ist purpurn gefärbt. Die Beeren sind weiß oder grün.
Die Chromosomenzahl ist 2n = 16 oder 18, bei der Unterart Biarum tenuifolium subsp. idomenaeum ist sie 2n = 26.

## Vorkommen
Das Schmalblättrige Biarum kommt im Mittelmeergebiet vor, fehlt aber in Frankreich, auf den Balearen, auf Sardinien und in der Levante. Die Art wächst auf Felshängen, in Macchien und auf Kulturland.

## Systematik
Das Schmalblättrige Biarum (Biarum tenuifolium (L.) Schott) wird in sechs Unterarten unterteilt:
- Biarum tenuifolium subsp. abbreviatum (Schott) K.Richt.: Diese Unterart kommt auf Sardinien, in Süditalien, auf Sizilien, in Makedonien und Westgriechenland vor.[2]
- Biarum tenuifolium subsp. arundanum (Boiss. & Reut.) Nyman ist in Südwestspanien, Gibraltar, Südportugal und Nordmarokko verbreitet.[2]
- Biarum tenuifolium subsp. galianii (Talavera) P.C.Boyce, kommt nur in den südwestspanischen Distrikten Badajoz und Huelva vor.[2]
- Biarum tenuifolium subsp. idomenaeum Boyce &  Athanasiou ist auf Kreta in den Präfekturen Iraklio und Lasithi endemisch. Sie wächst in offenen Wäldern, Phrygana und auf Felsen in Höhenlagen von 50 bis 1500 m ü. NN. Ihre Blätter sind lineal-lanzettlich, stark gewellt und messen 2,5 bis 10 cm × 2 bis 9 (selten bis 14) mm. Sie sind meist an den Boden angedrückt. Das Anhängsel der Spadix ist 3 bis 12 cm lang und 1,5 bis 4 mm dick.[3]
- Biarum tenuifolium (L.) Schott subsp. tenuifolium: Diese Unterart kommt in Süditalien, Sizilien, Serbien, Bosnien, Makedonien, Albanien und Griechenland vor.[2]
- Biarum tenuifolium subsp. zelebori (Schott) P.C.Boyce, kommt auf Kreta, Rhodos und Kos sowie in den südwesttürkischen Provinzen Aydın, Izmir und Muğla vor.[2]